# WORLD CLUB Champion Football
『WORLD CLUB Champion Football』（ワールド クラブ チャンピオン フットボール）はセガ（2015年4月から2020年3月まではセガ・インタラクティブ）が発売したトレーディングカードアーケードゲーム。ヨーロッパをはじめとした世界のサッカーを題材にしたゲームである。公式サイトによるとジャンルはスポーツカードゲームとされている。略称WCCF。

## 概説

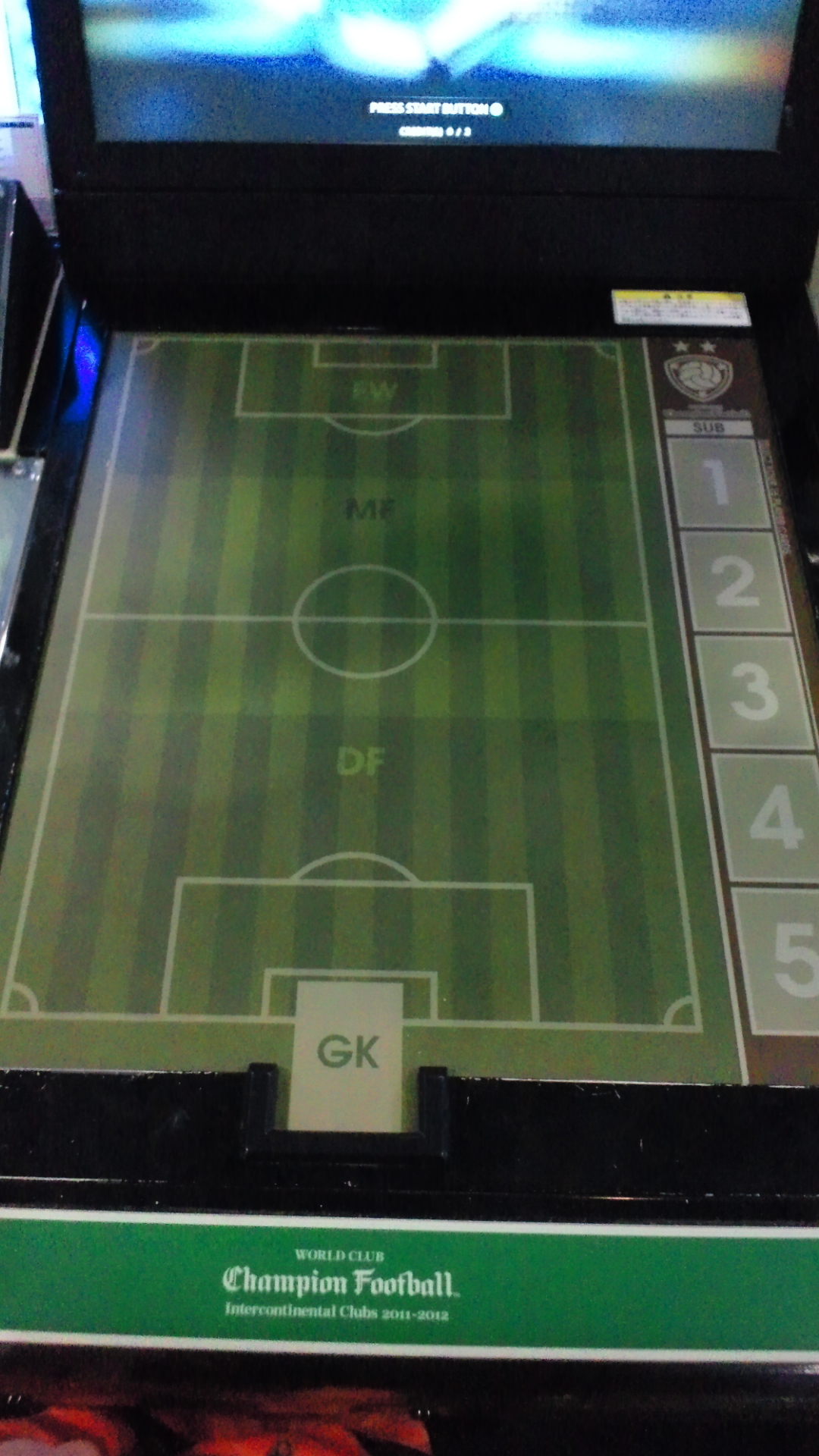
筐体の上がフィールド型になっており、ここに選手カードを配置する。この配置がそのままチームのフォーメーションとなり、試合中いつでも位置の移動やキープレイヤーの指定が行える。

アーケードゲームにトレーディングカードゲームの要素を組み合わせた新感覚ゲームとして登場した。最初にスターターパックと呼ばれるカードセットを購入し、ゲームを開始。プレイのたびにランダムで1枚ずつ、新しい選手カードが入手でき、また、それらのカードを他のプレイヤーと交換することもできる。その為、ゲーム以上にカード収集を楽しんだり、コミュニケーションを楽しむユーザーも多い。トレーディングカードアーケードゲームの先駆けとして登場し、この作品のヒットをきっかけにして現在は様々なカードゲームがゲームセンターで楽しめるようになった。トレーディングカードアーケードゲームというジャンルの隆盛は、ソーシャルゲームにも引き継がれ、『拡散性ミリオンアーサー』のプロデューサーの一人である安藤武博は「ここ10年のアーケードゲームや現在携帯電話を席巻中の“カードバトル系ゲーム”の始祖は、セガのアーケードゲームである『ダービーオーナーズクラブ』『WORLD CLUB Champion Football』『甲虫王者ムシキング』『三国志大戦』で、これらがなければ市場の様相は変わっていた」と語っている。
実際のサッカーと同じ11人分の選手カード（控えを合わせれば、16人）を、自由に組み合わせてチームを作る。それをフィールドを模した筐体の上に自由に配置し、試合展開に合わせて選手カードを移動することで試合が進行する。
この「フィールド型の入力デバイス」が本作品最大の特徴である。
- カードの配置がそのままフォーメーションとなり、カードの移動がそのままポジショニングや戦術となる（サイドの選手を上げる、複数人を集中させてプレス、全体を下げて守備的戦術など）。
- 複数のカードを素早く複雑に動かせる操作性、選手や配置が一目でわかる視認性、更には対戦相手から見えない秘匿性という数々の特徴は、コンシューマゲーム機のTVとパッドでは決してなし得ない独自性と圧倒的な優位性を持っていると言える。

また、2008-2009バージョンでは全国ネットワーク対戦が実装され、全国のプレイヤーとの対戦が可能となった。
海外展開もされており、2004-2005バージョンから2005-2006バージョンではイタリア、イングランド、スペインのヨーロッパ地域で稼働。2010-2011バージョンからは香港、台湾、シンガポール、インドネシアのアジア地域にも展開している。
なお、基本プレイ料金は1クレジット（1試合）200円、3クレジット500円。他のアーケードゲーム同様、稼動期間が長くなるとクレジットサービス等を行い事実上の値下げを行う店舗も多い。カードは1試合（1クレジット）終了後に1枚払い出される。また、現在は1クレジット終了後にクレジットを消化して最大2枚追加の払い出しができる。
2004-2005バージョン以前のシリーズに関しては2017年3月31日を以って修理サポートが終了した他、2006-2007バージョン～2017-2018バージョンの修理サポートも、2021年2月26日を以って修理サポートが終了した。2008年以降に発売された8Pメイン筐体並びに4Pメイン筐体のメインDLPプロジェクターは、8Pメイン筐体が三菱電機製と東芝製の2種があり、4Pメイン筐体は三菱電機製のみを採用している。8Pメイン筐体用メインDLPプロジェクターの修理サポートは、三菱電機製が2016年9月30日を以って、東芝製が同年12月31日を以ってそれぞれサポートを終了した他、4Pメイン筐体用メインDLPプロジェクターの修理サポートも2018年4月30日を以って終了（対象外の筐体もある）。サポート終了後は代替品としてMINIメインキャビネットを用意するとしている。
2019年3月14日、筐体やシステムを完全一新して、WCCF FOOTISTA(フッティスタ)シリーズとして新たに稼働開始となった。それに伴い、旧WCCFシリーズは2019年4月26日の3時をもってネットワークサービス終了となり、約17年の歴史に幕を下ろした。
2022年4月1日の2時59分をもって20年間に渡る稼働を終了。セガは稼働終了の理由として「新型コロナウイルス感染症の拡大やそれに伴う社会情勢の変化により、大型アップデートが困難となった」とコメントしている。後継作品のリリースに関しても、現時点では予定はないとしている。筐体はサテライトを含め全て英傑大戦にコンバージョンされている。

## ゲームシステム
ゲームはまずチームマネージメントと呼ばれる試合前の準備を行い、試合に向かう。時間はプレイするモードや試合展開等にもよるが、チームマネージメントは約2分程度、試合は約5分程度となっている(プレイするモードによっては自分の好きなタイミングで試合を始められる)。

### チームマネージメント
チームマネージメントでは以下のことを行い、チーム力の向上や選手のマネジメントを図ることができる。1回の育成パートに与えられた行動回数はチーム練習および休養が最大1回、選手個人のマネジメントが最大3回、各種育成アイテム使用で1回である。
- チーム練習および休養
- 選手個人の成長（個人能力、連携）およびコンディション管理

これ以外にも、チームや選手の状態に応じて様々なイベントが起こる。その中にはチームの成長の上で重要なものもあるため、育成パートの開始直後のイベント通知を見逃さないようにしたい。 
また、キャプテン・セットプレーのキッカーの指名、背番号の変更、チームや監督（プレイヤー）のデータ確認や登録選手の変更、クラブハウスで選手達が着るジャージ、監督称号、スタジアムの横断幕の設定もこのパートで行うことができる。基本的には行動回数にカウントされず好きな時に設定等ができるが、育成パート終了の時間が迫っている場合には選択できないものもある。

### 試合
試合は基本的に自動で進む。プレイヤーは監督となり、戦術ボタンを使用しチームに指示を出す。シュートは自動で打たないため、点を取るにはシュートボタンを押す必要がある。また、ゴールキーパーを飛び出させたい時はゴールキーパーボタンを長押しする。試合時間が短い上、プレイヤーが意図的にボールをアウトすることができないため、交代をする際は早めに選手を入れ替えておくことが重要となる。
試合パート中は、画面左側にはチームの成長を示すパラメータ(オフェンス・ディフェンス・テクニック・パワー・スピード・スタミナの6つの項目がある)と、現在の監督の指示を表す方向キーが表示されている。これらの表示が必要ない、あるいはもっと広くフィールドを見たいと思った場合はデータボタンで消すことができる。画面右側には、自分と相手の選手配置が分かるフィールド、現在設定しているチームスタイル(オフェンス、ディフェンス、サポートの3つの項目がある)チームの士気ゲージ（勝利精神）のグラフが表示されている。チームの士気は日々の練習で増減するほか、試合中にも選手の活躍や監督の采配により増減する。チームの士気が高いほうが選手たちの動きが良くなる。
また試合中士気ゲージがMAXの状態でキープレイヤーボタンを長押しすると一定時間スペシャルコマンドを発動でき、チームスタイルのランク上昇や専用のスーパープレイを出すことができる。

### フォーメーション
先述の通り、本作品ではフィールド型デバイスに選手カードを置くことにより、その選手のゲーム上でのポジショニングを指定する。これを最大11人分行うことで、チームのフォーメーションを決定する。ゴールキーパーに必ず1人配置されるため、残りの10人で、実際のサッカーと同じ4-4-2（ディフェンダー4人、ミッドフィールダー4人、フォワード2人）や4-3-3といったフォーメーションを組むことができる。選手配置にはかなりの自由度があり、ディフェンス4人を高い位置に挙げてラインコントロールを行ったり、ミッドフィールダーを中央に集めて中央突破を図るなど、様々なフォーメーションを組む（そして試合中に修正する）ことができる。
なお、特定のエリアに特定のポジションの選手を配置しなければならないということはなく、フォワードエリアにディフェンスの選手を配置することも、フィールドプレイヤー全員がゴールキーパーという配置も可能である。
また、実際のサッカーでは有り得ないようなフォーメーションを組むことも可能である。一例として、ネットワーク対戦が可能になった2004-2005バージョンと2005-2006バージョンでは、ディフェンスエリアにディフェンダーを3人ずつ2列、計6人配置して守りを固める「6バック」が大流行し、ネットワーク大会では6-1-3や7-1-2といったフォーメーションばかりが見られた。2006-2007バージョン以降では、このようなフォーメーションを組むと一種のペナルティとしてチームの士気が大幅に下がるようになった。

### キープレイヤーシステム
2006-2007バージョンから採用されたシステムである。チームの1名をキープレイヤーとして設定し、その選手の配置等の条件を満たすとチームスタイルが発動する。チームスタイルはチーム全体の動きに影響するもの（例：『ミックスパスワーク』）もあれば、キープレイヤー個人にのみ効果が限定されるもの（例：『降臨』）もある。チームスタイルは同じ選手でも基本的にはカード毎に違うものが設定されているため、チームスタイルを優先し選手選考をすることで、パラメータの低いカードにも陽が当たる画期的なシステムであるといえる。
2008-2009バージョンからは特定の選手をキープレイヤーに設定し、さらに特殊能力等の条件を満たすと発動するレアチームスタイルが追加された。また2009-2010バージョンからは同じスキル名を持つ複数の選手の条件を満たし、そのうちの1人をキープレイヤーに設定すると発動するコンビネーションチームスタイルと、特定の国籍を持つ16人のチームで、チームグラフ等の条件を満たした上でキープレイヤーを設定しないことで発動するナショナルチームスタイル（例：スペイン『無敵艦隊』）が追加された。
ちなみに、AIの動きの差に起因した、いわゆる「勝ちやすい」チームスタイルが存在して大流行を見せるのは致し方ない部分である。2006-2007バージョンの『アーリークロス重視』や2008-2009バージョンの『ラインブレイク』などがその代表例であり、有効と言われるチームスタイルを持つ過去のカードがトレーディングカードショップ、ネットオークションで急騰(取引値100円以下→5000円以上)した（例：2001-2002ver2のレギュラーカード クラウディオ・タファレル、2004-2005バージョンのWDFカルレス・プジョルや2001-2002バージョンのBEアレッサンドロ・ネスタなど）こともある。
2011-2012バージョンからは、これまで100近くあったチームスタイルが（レアチームスタイルを除いて）整理・統合され、今までのほとんどの選手のチームスタイルが変更された。また、攻撃・守備・補助の3カテゴリーに分類され、それぞれのカテゴリーのチームスタイルを同時に発動させることが可能である。（例えば、攻撃に「フィニッシュワーク」、守備に「リトリート」、補助に「フォアザチーム」というように）
2015-2016バージョンでは、クラブチームスタイルと進化チームスタイルが登場した。

## 登場チーム
開始から2年間(2002-2003バージョンまで)の登場チームはイタリアのセリエAのチームのみであったが、バージョンアップを重ねるにつれ、登場するチームが増えていった。2004-2005バージョンでは、イングランドのプレミアリーグ、スペインのリーガ・エスパニョーラ、オランダのエールディヴィジのクラブが追加され、プレイヤーのメンバー選考の幅が飛躍的に広がった。さらに2005-2006バージョンからはフランスのリーグ・アンとドイツのブンデスリーガ、2006-2007では登場チームがヨーロッパの枠を飛び越え、ブラジルのカンピオナート・ブラジレイロとアルゼンチンのプリメーラ・ディビシオンから南米クラブが追加。さらに2009-2010バージョンではポルトガルのプリメイラ・リーガ、2010-2011バージョンではロシアのロシアサッカー・プレミアリーグ、2011-2012バージョンではウクライナのウクライナ・プレミアリーグ、ギリシャのギリシャ・スーパーリーグが追加された。カード化されるヨーロッパクラブの基準の一つに、そのシーズンのUEFAチャンピオンズリーグ出場があると考えられているが、2007-2008シーズンでエールディヴィジ6位に終わったフェイエノールトが2008-2009バージョンで引き続き収録された例もあり、版権契約の形態がチームやリーグによってさまざまであるという推測ができる。
2009-2010バージョンからは日本代表が現役・レジェンド等も含めカード化された。それ以降も継続的に現役日本代表選手がカード化されている。2012-2013バージョンからはヨーロッパ・南米の代表チームもカード化された。

## これまでのシリーズ

### SERIE A 2001-2002（2002年6月稼動）
- 筐体のイメージカラーは黒。
- ver.2.0からレギュラーリーグが7試合のポイントで順位を決める形になった。またコーナーキック、フリーキック、ペナルティキックを蹴る選手の指定が可能になった。

- ユヴェントス
- ASローマ
- インテル・ミラノ
- ACミラン
- ACキエーヴォ・ヴェローナ
- SSラツィオ

- ボローニャFC
- ACペルージャ
- アタランタBC
- パルマFC
- トリノ・カルチョ
- ピアチェンツァ・カルチョ

- ブレシア・カルチョ
- ウディネーゼ
- エラス・ヴェローナ
- USレッチェ
- フィオレンティーナ
- SSCヴェネツィア

### SERIE A 2002-2003（2003年9月18日稼動）
- 筐体のイメージカラーはライトブルー。
- ゲーム内の日本語フォントが丸ゴシック体から細明朝体に変更。
- レアカードに「レジェンド」(LE)が追加。ver.2.0とver.2.1ではさらに「オールタイムレジェンド」(ATLE)も追加された。

- ユヴェントス
- インテル・ミラノ
- ACミラン
- SSラツィオ
- パルマFC
- ウディネーゼ

- ACキエーヴォ・ヴェローナ
- ASローマ
- ブレシア・カルチョ
- ACペルージャ
- ボローニャFC
- エンポリFC

- モデナFC
- レッジーナ
- アタランタBC
- ピアチェンツァ・カルチョ
- コモ・カルチョ
- トリノ・カルチョ

### EUROPEAN CLUBS 2004-2005（2005年6月29日稼動）
- 筐体のイメージカラーは赤。
- レギュラーリーグが2部制になる。
- 一部大会にスケジュール変更。第2サイクルに店舗大会が入り、このタイトルを当日24：00までに守りきったクラブが地域大会、全国大会（いずれもデータ対戦）に出場する権利を得る。
- ゲーム内の日本語フォントが細めのゴシック体に変更（以後のシリーズも継続）。

- アーセナル
- チェルシー
- リヴァプール
- マンチェスター・ユナイテッド

- アヤックス
- フェイエノールト
- PSV

- インテル・ミラノ
- ユヴェントス
- ACミラン
- ASローマ

- FCバルセロナ
- デポルティーボ・ラ・コルーニャ
- バレンシアCF

### EUROPEAN CLUBS 2005-2006（2006年8月17日稼動）
- 筐体のイメージカラーは紺。
- システムに大きな変更はなく、カード入れ替えとAIの調整がメイン。

- アーセナル
- チェルシー
- マンチェスター・ユナイテッド
- リヴァプール
- ニューカッスル・ユナイテッド

- アヤックス
- フェイエノールト
- PSV

- インテル・ミラノ
- ユヴェントス
- ACミラン
- ASローマ
- ウディネーゼ

- FCバルセロナ
- レアル・ベティス
- バレンシアCF
- ビジャレアルCF

- オリンピック・リヨン
- オリンピック・マルセイユ
- パリ・サンジェルマン
- バイエルン・ミュンヘン

### INTERCONTINENTAL CLUBS 2006-2007（2008年6月19日稼動）
- システムが1から設計し直され、基板がNAOMI2からLINDBERGHになり、筐体も一新された。
- 筐体のイメージカラーはライトグリーン。
- クラブチームカードの作り直し（以前のバージョンからの記録の継承は可能）をはじめ、各選手にチームスタイルの設定、クラブマネジメントの一新、一部大会のシステムと出場条件の変更ほか、今までのプレイヤーが戸惑うほどの新機軸が追加された。
- 本バージョンは大会用モードが実装されず、公式大会は開催されなかった。稼働期間も8ヶ月とシリーズ中最短。
- レアカードに「キングオブレジェンド」(KOLE)が追加。

- ボカ・ジュニアーズ
- CAリーベル・プレート
- CRフラメンゴ
- サントスFC
- サンパウロFC

- アーセナル
- チェルシー
- マンチェスター・ユナイテッド
- リヴァプール
- FCジロンダン・ボルドー
- リールOSC
- オリンピック・リヨン

- バイエルン・ミュンヘン
- ハンブルガーSV
- アヤックス
- フェイエノールト
- PSV

- ACミラン
- ASローマ
- インテル・ミラノ

- レアル・マドリード
- FCバルセロナ
- バレンシアCF
- アトレティコ・マドリード

### INTERCONTINENTAL CLUBS 2007-2008（2009年2月12日稼働）
- 筐体のイメージカラーは紺と金。
- 強すぎるチームスタイルの修正、クラブマネジメントの時間延長など、ゲームバランスの調整がメイン。
- 獲得賞金ランキングが導入された。

- ボカ・ジュニアーズ
- CAリーベル・プレート
- フラメンゴ
- サントスFC
- サンパウロFC

- アーセナル
- チェルシー
- マンチェスター・ユナイテッド
- リヴァプール

- オリンピック・リヨン
- バイエルン・ミュンヘン
- アヤックス
- フェイエノールト
- PSV

- ACミラン
- ASローマ
- インテル・ミラノ
- ユヴェントス

- FCバルセロナ
- レアル・マドリード
- バレンシアCF

### INTERCONTINENTAL CLUBS 2008-2009（2009年11月12日稼動）
- シリーズ史上初のネットワーク対戦が実装され、通信対戦タイトル・ワールドトロフィーが導入された。
- 筐体のイメージカラーは赤と銀。
- レギュラーリーグにプレミアが追加され3部制に。それに伴い一部大会の出場条件の変更。レギュラーリーグ2部はCPU対戦、1部以上はネットワーク対戦に固定。
- 一部の選手カードに「レアチームスタイル」が設定される。

- ボカ・ジュニアーズ
- CAリーベル・プレート
- フラメンゴ
- サンパウロFC

- アーセナル
- チェルシー
- マンチェスター・ユナイテッド
- リヴァプール

- オリンピック・リヨン
- バイエルン・ミュンヘン
- アヤックス
- フェイエノールト
- PSV

- ACミラン
- ASローマ
- インテル・ミラノ
- ユヴェントス

- アトレティコ・マドリード
- FCバルセロナ
- レアル・マドリード
- バレンシアCF
- ビジャレアルCF

### INTERCONTINENTAL CLUBS 2009-2010（2010年12月2日稼動）
- 筐体のイメージカラーは青と銀。
- ネットワーク対戦が一新。レギュラーリーグ1部以上は店内対戦か通信対戦を選択できるようになった。
- レアチームスタイルにて、複数の選手で条件を満たすと発動する「コンビチームスタイル」、同一の国籍の選手を16人揃えると発動する「国別チームスタイル」が追加された。

- ボカ・ジュニアーズ
- CAリーベル・プレート
- フラメンゴ
- サンパウロFC

- アーセナル
- チェルシー
- マンチェスター・ユナイテッド
- リヴァプール
- FCジロンダン・ボルドー
- オリンピック・リヨン

- バイエルン・ミュンヘン
- VfLボルフスブルク
- AZアルクマール
- FCポルト

- ACミラン
- ASローマ
- インテル・ミラノ
- ユヴェントス

- アトレティコ・マドリード
- FCバルセロナ
- レアル・マドリード
- セビージャFC
- バレンシアCF
- ビジャレアルCF
- 日本代表

### INTERCONTINENTAL CLUBS 2010-2011（2011年11月10日稼動）
- 筐体のイメージカラーはオレンジ。
- 基板がRINGEDGEに変更。
- 選手データにスーパーサブ、キャプテンシー特性が追加される。
- ハーフタイム中に戦術指示が可能になる。
- 監督能力次第で、監督任期終了後に新しい練習メニューが追加されるようになる。
- 強豪チームとのチャレンジマッチでクラブが大きく成長したり、店内ベストイレブン、チーム士気効果のパワーアップ、データ対戦の拡充が計られた。

- ボカ・ジュニアーズ
- サントスFC

- アーセナル
- チェルシー
- マンチェスター・ユナイテッド
- リヴァプール

- オリンピック・マルセイユ
- オリンピック・リヨン
- バイエルン・ミュンヘン
- ボルシア・ドルトムント
- アヤックス・アムステルダム

- ACミラン
- ASローマ
- インテル・ミラノ
- UCサンプドリア
- SLベンフィカ
- CSKAモスクワ

- FCバルセロナ
- レアル・マドリード
- セビージャFC
- バレンシアCF
- ビジャレアルCF
- 日本代表

- 2012年4月19日稼働開始のver.2.0ではユヴェントス、FCポルト、アトレティコ・マドリードの選手カードが追加された。

### INTERCONTINENTAL CLUBS 2011-2012（2012年11月15日稼動）
- 筐体のイメージカラーは黒。
- 筐体がAime対応になり、今までのクラブチームカードに変わり、Aime1枚で最大10チームまでの登録・管理が可能（従来どおり選手カードは必要）。
- Aime、選手カードがなくても体験プレイができる「ゲストプレイ」モードが追加される。
- クラブマネジメント画面が一新される。
- 選手のチームスタイルと選手間連携が新たに作り直される。チームスタイルは攻撃・守備・補助の3つに分類され、それぞれを同時に発動させることが可能になる。
- SEGA IDまたはAimeのカード番号を使い、PCまたはスマートフォンでチームデータの管理が行える「WCCF.NET」が開始される（無料）。

- アーセナル
- チェルシー
- マンチェスター・シティ
- マンチェスター・ユナイテッド
- リール

- バイヤー04レバークーゼン
- ボルシア・ドルトムント
- バイエルン・ミュンヘン
- アヤックス・アムステルダム
- オリンピアコスFC
- FCゼニト・サンクトペテルブルク
- FCシャフタール・ドネツク

- ACミラン
- ASローマ
- インテル・ミラノ
- ユベントス
- SSラツィオ
- ウディネーゼ

- FCバルセロナ
- レアル・マドリード
- セビージャFC
- バレンシアCF
- ビジャレアルCF
- FCポルト

- 2013年5月16日稼働開始のver.2.0では、コリンチャンス、パリ・サンジェルマンFC、SLベンフィカの選手カードが追加された。

### 2012-2013（2013年12月12日稼働）
- イメージカラーは白とインディゴ。タイトルも「WCCF」の後にすぐ年号表記とシンプルなものになった。
- これまでのシリーズの筐体にあった「クラブチームカード」挿入口がなくなり、Aime専用となる。
- WCCFシリーズのデータがない新規Aimeカードを使用すると初回プレイ無料となる。
- 選手データに「ビッグマッチプレイヤー」と「ジャイアントキラー」の特性が追加される。
- レギュラーリーグがCPU戦のみとなり、独立したモードとなる。
- ハーフタイムイベントの追加。
- データ対戦の新タイトル「ゴールデンチャンピオンシップ」を追加。
- レアカードに「ヒストリーオブレジェンド」(HOLE)が追加。

- アーセナル
- チェルシー
- マンチェスター・シティ
- マンチェスター・ユナイテッド

- モンペリエ・エローSC
- パリ・サンジェルマンFC
- ボルシア・ドルトムント
- バイエルン・ミュンヘン
- シャルケ04
- アヤックス・アムステルダム
- FCゼニト・サンクトペテルブルク

- ACミラン
- ASローマ
- インテル・ミラノ
- ユベントス
- SSラツィオ
- ウディネーゼ

- FCバルセロナ
- レアル・マドリード
- マラガCF
- アトレティコ・マドリード
- バレンシアCF
- FCポルト
- SLベンフィカ

- 2014年5月22日稼働開始のver.2.0では、アルゼンチン代表、ブラジル代表、イタリア代表、スペイン代表、日本代表の各代表ユニフォーム選手カードが追加された。

### 2013-2014（2014年11月13日稼働）
- イメージカラーは黄色と緑
- このバージョンから、排出されたレアカード裏面にQRコード(シリアルコード)が付くようになった。AimeにQR登録すると選手カードが使用できるようになるシステムになった。
- 店内タイトルが一部の大会を除きCPU戦のみとなった。
- 新タイトル「ユニバーサルカップ」を追加。
- 新機能として秘書機能を導入し、川口春奈、森下まい、桃瀬美咲が起用された。

- アーセナル
- チェルシー
- マンチェスター・シティ

- パリ・サンジェルマンFC
- バイヤー04レバークーゼン
- ボルシア・ドルトムント
- バイエルン・ミュンヘン

- ACフィオレンティーナ
- ACミラン
- ASローマ
- インテル・ミラノ
- ユベントス
- SSCナポリ

- FCバルセロナ
- レアル・マドリード
- アトレティコ・マドリード
- バレンシアCF

- アルゼンチン代表
- ブラジル代表
- フランス代表
- ドイツ代表
- イタリア代表
- スペイン代表
- 日本代表

#### 2013-2014 Ver.2.0 with 2014-2015 Opening Edition（2015年5月21日稼働）
- シリーズでは初めてとなる、現行作稼働中で次シーズンの2014-2015の開幕データを収録したカードが追加された。
- 「スペシャルトロフィー」を追加

- チェルシー
- マンチェスター・ユナイテッド

- パリ・サンジェルマンFC
- バイエルン・ミュンヘン

- インテル・ミラノ
- ユベントス

- FCバルセロナ
- レアル・マドリード
- アトレティコ・マドリード

- 日本代表

### 2015-2016（2016年1月28日稼働）
- 筐体のイメージカラーは青と白と赤。
- シリーズ史上初となる現行シーズンのデータを収録。
- ワールドトロフィーに代わり、通信対戦の新タイトル「グランドトロフィー」が導入された。
- 店内タイトルが全てCPU戦に変更となった。
- 特定の条件で使用できる「進化チームスタイル」と「クラブチームスタイル」が登場。
- タイトルデザインを大幅に刷新し、略称の「WCCF」が全面に出されたロゴとなった。
- このバージョンより、カードの追加購入が可能になった。
- 秘書に中村静香、加藤未央、KONAN、脊山麻里子が登場。

- アーセナル
- チェルシー
- マンチェスター・シティ
- リヴァプール

- FCジロンダン・ボルドー
- パリ・サンジェルマンFC
- ボルシア・ドルトムント
- バイエルン・ミュンヘン
- シャルケ04

- ACミラン
- ASローマ
- インテル・ミラノ
- ユベントス
- SSCナポリ

- FCバルセロナ
- レアル・マドリード
- アトレティコ・マドリード
- バレンシアCF
- ビジャレアルCF

- イングランド代表
- フランス代表
- ドイツ代表
- イタリア代表
- スペイン代表
- 日本代表

- 2016年9月15日稼働開始のver.3.0では、U-23日本代表の選手カードが追加された。

### 2016-2017（2017年1月26日稼働）
- 筐体のイメージカラーは黄色と茶色。
- コーチ任命システムを導入。
- シリーズ初の店舗協力対戦である「ユニオントロフィー」を導入。
- レスター・シティFCとセルタ・デ・ビーゴが追加された。
- 秘書に篠田麻里子が登場。

- アーセナル
- レスター・シティFC
- マンチェスター・シティ
- リヴァプール

- FCジロンダン・ボルドー
- パリ・サンジェルマンFC
- ボルシア・ドルトムント
- バイエルン・ミュンヘン
- シャルケ04
- アヤックス・アムステルダム
- PSVアイントホーフェン

- ACミラン
- ASローマ
- インテル・ミラノ
- ユベントス
- SSCナポリ

- FCポルト
- SLベンフィカ

- FCバルセロナ
- レアル・マドリード
- アトレティコ・マドリード
- ビジャレアルCF
- セルタ・デ・ビーゴ
- 日本代表

- 2017年9月14日稼働開始のver.3.0では、2017年のJ1リーグに所属する18チームのカードが新たに加わった。

### 2017-2018（2018年1月25日稼働）
- 筐体のイメージカラーは赤と白。WCCFシリーズ最終バージョン。
- 総合監督ランキングを導入。
- レアアイテムが購入できる「WCCF SELECTED STORE」を導入。
- スポルディングCPが新たに追加された。
- 2018年10月25日より、「Aime」やバンダイナムコアミューズメントの「バナパスポート」の他にも、コナミアミューズメントの「e-AMUSEMENT PASS」（Amusement IC対応カードのみ）にも対応[12][13][14]。
- 秘書に北村真姫、橘ゆりか、長谷川ゆう、琉河天が登場。

- アーセナル
- マンチェスター・シティ
- リヴァプール

- パリ・サンジェルマンFC
- ボルシア・ドルトムント
- バイエルン・ミュンヘン

- ACミラン
- ASローマ
- インテル・ミラノ
- ユベントス
- SSCナポリ
- SSラツィオ

- FCバルセロナ
- レアル・マドリード
- アトレティコ・マドリード
- ビジャレアルCF
- スポルディングCP
- 2017年のJ1リーグ所属18チーム

### FOOTISTA 2019（2019年3月14日稼動）

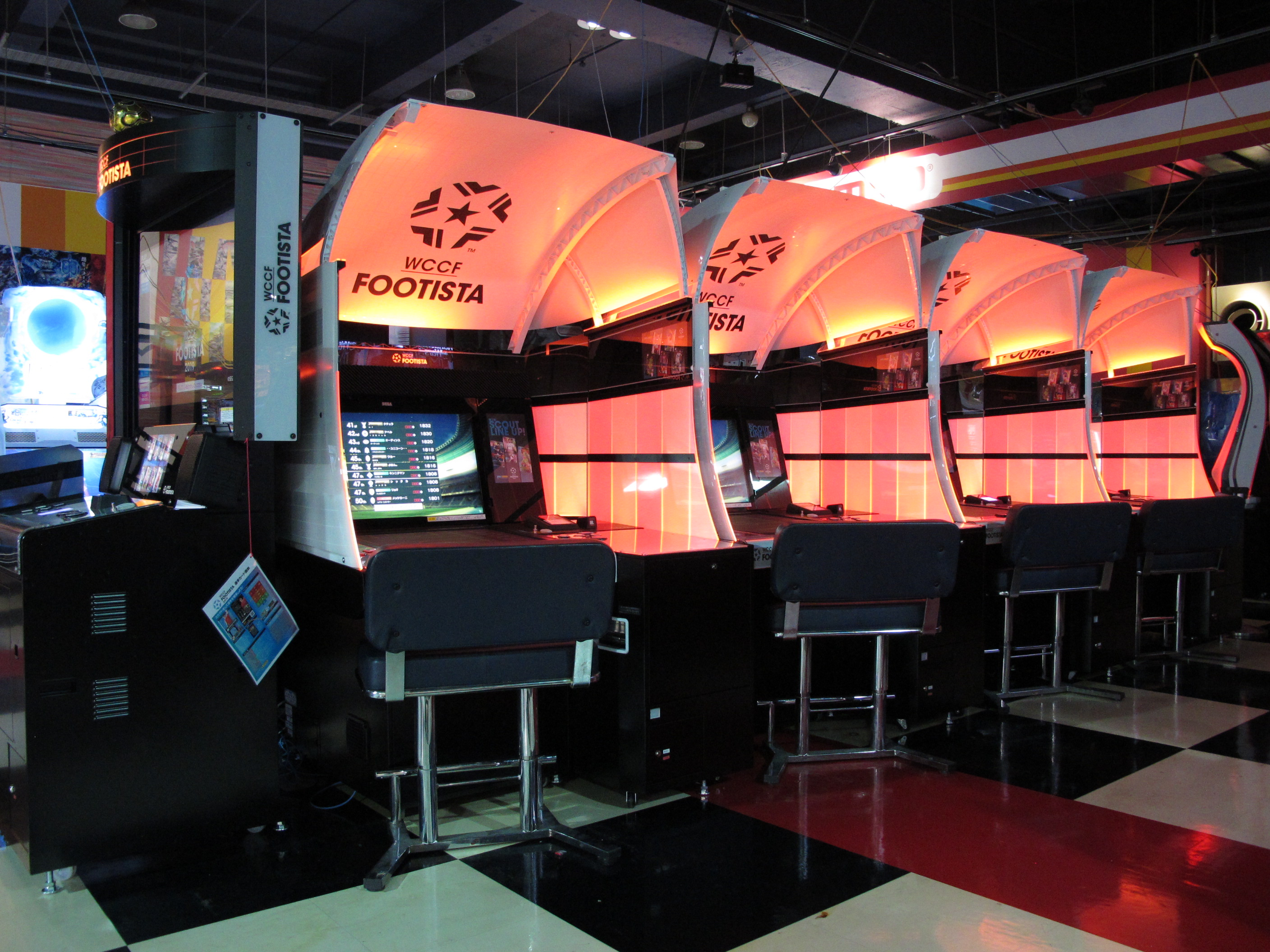
WCCF FOOTISTA 2019 の筐体

- 本作から筐体が一新、基板はALLSに移行。イメージカラーは白と黒。
- ストーリーモードが追加。
- パラメータを一新
- カードはオンデマンド印刷に変更
- 実況が青嶋達也（フジテレビアナウンサー）に変更
- 過去の「WCCF」のカードはFOOTISTA開始当初「WCCF2017-18」のみ、01-02から16-17vir.については各年度3枚ずつの指定されたカードが使用可能という条件で「FOOTISTA2019」がスタートしたが[15]、以後バージョン更新ごとに段階的に解禁され、第2弾(2019年4月25日稼働)で「WCCF2015-2016」まで[16]、第3弾（2019年6月27日稼働）で「WCCF2011-2012」までが解禁[17]。第4弾（2019年8月7日稼働）へのバージョン更新で過去の全WCCFカードがFOOTISTAに引き継いでの使用が可能となった。

- アーセナル
- マンチェスター・シティ
- リヴァプール

- パリ・サンジェルマンFC
- ボルシア・ドルトムント
- バイエルン・ミュンヘン

- ASローマ
- ユベントス
- SSCナポリ
- SSラツィオ

- FCバルセロナ
- レアル・マドリード
- アトレティコ・マドリード
- バレンシアCF
- 2018年のJ1リーグ所属18チーム

### FOOTISTA 2020（2020年1月30日稼動）
- リーグ戦のデッキコストがそれまでの1500から1600に引き上げられた[18]。
- 起用した選手の所属クラブごとにランキングされる「クラブマスターランキング」を新たに制定[19]。
- 同じクラブ所属の3選手をホットラインで結ぶと発動しパラメータ数値が上昇する「クラブホットライン」を新設。
- カップ戦にそれまでの「ノーマル」、「スーパー」に加え新たに「エキスパート」クラスを新設。
- ターミナルでのフリースカウトの廃止。
- ACミラン、インテル・ミラノ、アヤックス・アムステルダム、FCポルトが新たに追加された（その一方でASローマとSSラツィオの新規排出は停止）。

- アーセナル
- マンチェスター・シティ
- リヴァプール

- パリ・サンジェルマンFC
- ボルシア・ドルトムント
- バイエルン・ミュンヘン
- アヤックス・アムステルダム
- FCポルト

- ユベントス
- SSCナポリ
- ACミラン
- インテル・ミラノ

- FCバルセロナ
- レアル・マドリード
- アトレティコ・マドリード
- バレンシアCF
- 2019年のJ1リーグ所属18チーム

### FOOTISTA 2021（2020年12月17日稼動）
- FOOTISTAシリーズ最終バージョン。
- 監督能力の追加。
- マンスリーマネージャーポイント（月間監督ランキング）の追加。

- アーセナル
- マンチェスター・シティ
- リヴァプール

- パリ・サンジェルマンFC
- ボルシア・ドルトムント
- バイエルン・ミュンヘン
- アヤックス・アムステルダム

- ユベントス
- SSCナポリ
- SSラツィオ
- インテル・ミラノ
- アタランタBC

- FCバルセロナ
- レアル・マドリード
- アトレティコ・マドリード
- バレンシアCF
- ビジャレアルCF
- 2020年のJ1リーグ所属18チーム

## カード
ゲームで使用するカードには、「クラブチームカード」と「選手カード」がある。筐体が設置されている場所付近にある自動販売機で、カードスリーブ（30枚入り）、スターターパック（選手カード11枚+スリーブ11枚のセット）が購入できる。2011-2012バージョンからはAimeを別に購入する必要がある（バナパスポートカード・おサイフケータイでも可能）。
選手カードのサイズは一般的なサイズ（ベースボールカードなどでポピュラーな3.5インチ×2.5インチや、それより小さいISO/IEC 7810のID-1の85.60mm×53.98mm（クレジットカード等））より、長手方向が短い81mm×58mmである。これは、アサヒ飲料「オー・プラス」の販促キャンペーンで配布された中田英寿のカードを参考にしたものだが、試作品で筐体サイズがあまりにも大きくなってしまったための苦肉の策である、とも言っている。
セガ・インタラクティブは2015年7月16日に、偽造選手カードによる不正プレイが行われていることを確認していることを明らかにした。

### クラブチームカード
通称「監督カード」。ひとつのクラブチームに1枚必要。ICカードであり、監督の成績や能力、登録選手やその能力の一部が記録される。クラブチームカード1枚で100試合の監督任期がある（条件により延長イベントがある）。監督任期が終了したカードに新規のカードを重ねて筐体にセットする事で、監督能力や記録の継承が行える。2011-2012バージョンからはクラブチームカードからAimeへデータを移行することになり、その役目を終える。

### 選手カード
選手カードはイタリアのスポーツトレーディングカード企業であるパニーニ社と提携し、パニーニ社が権利を持つ選手写真を使用している。
カードには、ポジションとオフェンス、ディフェンス、テクニック、パワー、スピード、スタミナの6項目の能力値と特殊能力（スキル）が設定されており、これらで選手カードの能力・特徴が表現されていく。また、簡単な選手紹介も表記されている。
また、現役選手だけではなく過去の名選手がカード化されていることも本作の特徴である。カード化時点で現役を続けているスーパースターを絶頂期の能力でカード化した「レジェンド」(ジネディーヌ・ジダン等) 、またカード化時点で既に現役を引退しているスーパースターをカード化した「オールタイムレジェンド」(ジーコ等)、サッカーの歴史上で偉大な功績を残した伝説的選手をカード化した「キングオブレジェンド」(ペレ等)は、トレーディングカードとしての人気も高いものとなっている。
2006-2007バージョンで追加された「チームスタイル」をはじめ、各選手には公表されていない様々な裏データが存在する。これらは全て筐体に登録されており、カードを使用するときに筐体から呼び出す形のため、カードから直接データを読み取る事は不可能である。代表的な裏データとして「選手の相性」がある。これはある計算式で選手をカテゴライズし、各カテゴリーごとに選手間連携の上がりやすさを決めたものである。
2016-2017バージョンからは役割適性の項目が追加された。キャプテン適性、フリーキック適性、コーナーキック適性、PK適性の4つで、B〜Sのランクがある。

### レアリティ
カードのレアリティは3種類。
レギュラーカード
カードが白い為、通称「白」と呼ばれる。3つのレアリティの中で一番種類が多いカード。
スペシャルカード
カードが黒い為、通称「黒」と呼ばれる。
レアカード
表面が特殊加工されたカード。通称「綺羅（キラ）」。
本作のレアカードは排出率が低く、カードによってはネットオークションなどで高価な値が付くこともある。

### レギュレーション
チームに含まれるカードの種類とその枚数によって決められたチームのカテゴリをレギュレーションと呼ぶ。レギュレーションには以下の4種類がある。
R（レギュラー）
すべてレギュラーカードのみで構成されたチーム。俗に「全白」などとも呼ばれる。レギュラーカードにはいわゆる無名選手が収録されることが多いため、戦力としての制限が厳しい半面、勝った際の監督年俸が上がりやすく、負けても監督年俸の下がり幅が小さい。
U-5（アンダーファイブ）
スペシャルカード、レアカードの合計枚数が（控えメンバーも含めて）5枚以下。メンバー選考が比較的自由に行える上、チームが財政難に陥る（財政難に陥ると監督年俸が10%カット）リスクも小さい。さらに、レギュラーまたはU-5でのみ参加可能な大会等がある。
U-5R（アンダーファイブレア）
レアカードの使用枚数が控えメンバーも含め5枚以下、スペシャルカードの使用枚数は自由。かなり自由にメンバー選考が行える半面、財政難のリスクも大きい。
F（フリー）
レアカードが6枚以上のチーム。例えば16枚全てをレアカードにするなども可能で、使用するカードの制限は一切ないが、チームが財政難に陥るリスクは非常に大きい。

## 大会

### 公式全国大会
WCCFシリーズでは14回開催された。「WCCF CUP WINNER'S CUP」というレギュレーションがU-5の大会、1回のみ「COPA VENCEDORES WCCF」というレギュレーションがU-5Rの大会が開催された。大会形式は各店舗単位で予選大会を開催し、その通過者が全国をいくつかのエリアに分けたエリア決勝大会へ進出。その後開催されるエリア決勝大会の成績上位者が全国大会の出場資格を得る形式である。また前回全国大会の優勝者は次回の全国大会へ招待される。
2012-2013バージョンの大会からは、U-5に加え、稼働中バージョンのカードを8枚以上使用必須のレギュレーションが導入されている。
また2010年から2012年までは9つの地域でエリア1位を決めるセガ系列店限定の大会「WCCF CAMPEONATO REGIONAL」が開催された。
FOOTISTAシリーズでも2回開催され、第1回大会では史上初のチーム戦が開催された。

### 世界大会
前述の通り、2005年末頃からヨーロッパ展開が行われており、特にイングランドでは日本よりもプレイ料金が高いにもかかわらず爆発的なヒットを記録した。公式世界大会も2回行われ、日本、イギリス、イタリア、スペインの4ヶ国から各国の代表プレイヤーが参加した。(現在はヨーロッパ各国での稼働は終了している)

## その他

### WCCFガール
2014年より、ゲーム中に登場する女性秘書などを「WCCFガール」として一般から公募している。
2014年（第1期）
結木みいあ、山本茉奈、おくむらなつこ
2015年（第2期）
河村美咲、橘杏
2016年（第3期）芳賀遥

### ネットサービス

#### WCCF.NET
2012年秋から開始された無料のデータ管理サービス。Aime（またはバナパスポートカード）のカード番号、またはSEGA IDを用い（おサイフケータイの場合はゲーム内で連動QRコードやパスワードが呼び出せる）、Aimeに登録されたクラブと監督の過去30試合の戦歴や能力、記録などを閲覧できる。また、簡単なプロフィールを作成して、フレンドを作成したり、1日1回引けるビンゴボールをフレンドとシェアすることも可能。2013年春には新コンテンツの協会がオープン。

#### プレイヤーズサイト
WCCF FOOTISTAへの移行後は、データ管理サービスもプレイヤーズサイトへ移行した。プレイヤーズサイトには無料コースと利用権を購入する有料コースがあり、有料コースにはムービー会員・スター会員・スタープラス会員の3種類がある。利用権購入は2022年2月23日の23時59分をもって終了し、データ管理サービス自体も稼働終了当日に終了した。

## 書誌情報
- 「WCCF IC 2006-2007 yearbook」 ISBN 978-4757743489
- 「WCCF IC 2007-2008 yearbook」 ISBN 978-4757747517
- 「WCCF IC 2008-2009 yearbook」 ISBN 978-4047262485
- 「WCCF IC 2009-2010 yearbook」 ISBN 978-4047270510
- 「WCCF IC 2010-2011 yearbook」 ISBN 978-4047277489
- 「WCCF09-10＆WCCF ALL SEASON ACCUMULATED DATA BOOK」 (ホビージャパンMOOK 389) ISBN 978-4798602080
- 「WCCF09-10　戦術&データブック」ISBN 978-4048707640
- 「WCCF CAMPEONATO REGIONAL 2011 & WCCF09-10 チャンピオンズカップ 戦術リポート ISBN 978-4048707657
- 「週刊サッカーマガジン増刊 スターが語るWCCF」 2012年 5/5号
- 「WCCF10-11 戦術&データブック Ver.2.0対応版」ISBN 978-4048867504
- 「ワールドサッカーキング増刊 WCCF 10th Anniversary Book」 2012年 11/10号
- 「WCCF 10年の軌跡と記憶 2002-2012」ISBN 978-4048913683

## Champion Football
Champion Football（チャンピオンフットボール）はセガより配信されていたスマートフォン用のサッカーシミュレーションゲーム。『WCCF』のスピンオフタイトルにあたる。2013年3月26日にiOS版が、同年8月12日にAndroid版が正式サービスを開始。2015年5月27日をもってサービスを終了した。
プレイヤーは監督として、選手の獲得や育成を行いクラブを育成していき、対戦モードでは他のプレイヤーとリアルタイムで通信対戦ができる。元サッカー日本代表選手の宮本恒靖がイメージキャラクターを努めていた。